# Восьмой навык
«Восьмой навык. От эффективности к величию» (англ. The 8th Habit: From Effectiveness to Greatness) — книга Стивена Кови, специалиста в области лидерства и семейных отношений, консультанта по организационному управлению и преподавателя. В этой работе автор дополняет и развивает идеи книги «Семь навыков высокоэффективных людей. Мощные инструменты развития».

## Основные идеи
По мнению автора, в постиндустриальную эпоху, когда монотонный труд перемещается в страны третьего мира, а развитые страны должны непрерывно доказывать своё лидерство за счет высокой эффективности творческого труда, от работников требуется не столько исполнительность, сколько их творческий потенциал.
Стивен Кови называет его «голосом» и утверждает, что одной лишь эффективности сегодня недостаточно, что «новая эпоха требует от нас величия — самореализации, страстного исполнения и значимого вклада».
Задачи читателя:
1. Распознать свой голос, придя к пониманию своей истинной природы.
2. Выразить свой голос, культивируя видение, дисциплину, страсть и совесть.
3. Вдохновить на обретение собственного голоса других людей.

«В нашей власти решиться на великую жизнь, или даже проще — сделать один день не просто хорошим, а великим. Неважно, сколько времени мы шли по пути к посредственности, всегда можно сменить направление. Всегда. Сделать это никогда не поздно. Мы можем обрести свой голос».— Стивен Кови "Восьмой навык: От эффективности к величию"
.
Свою цель автор видит в том, чтобы снабдить читателя планом, следуя которому можно достичь самореализации и внести свой вклад в новую реальность, причем не только на работе, но и в жизни вообще.
Основные идеи «Восьмого навыка» проиллюстрированы примерами из жизни и обширным справочным материалом, чтобы облегчить их применение на практике.

## Содержание
Часть 1. Обретите свой голос
- Поиск своего голоса — нераскрытые врожденные дары
- Выразите свой голос — видение, дисциплина, страсть и совесть

Часть 2. Вдохновите на обретение голоса других
- Вдохновить на обретение голоса других — задача лидера
- Голос влияния — станьте «триммером»
- Голос добросовестности — создание образца характера и компетентности
- Голос и скорость доверия
- Объединение голосов — поиск Третьей альтернативы
- Единый голос — поиск пути: общее видение, ценности и стратегия
- Голос и дисциплина исполнения — согласование целей и систем для достижения результатов
- Вдохновляющий голос — высвобождение страсти и таланта
- Восьмой навык и «активная поверхность»
- Мудрое использование своего голоса на благо служения другим

## Отзывы
«Стивен Кови продолжает приводить нас в восторг: на сей раз своей новой книгой „Восьмой навык“. Этот самый уважаемый в мире специалист по вопросам лидерства, опираясь на идеи своего бестселлера „Семь навыков“, предлагает ещё одну модель поведения, позволяющую жить яркой жизнью, наполненной смыслом, и оставить после себя наследие величия на долгие времена.»— Ларри Кинг
.

"С помощью книги «Восьмой навык» Стивен Кови выводит лидерство на новый, вдохновляющий уровень. Книгу следует прочитать всем, кто хочет быть лидером.— Арун Ганди, президент Института толерантности имени М.К. Ганди
.

"Стивен Кови давно и уверенно ведет вперед тех, кто стремится стать лучше. Книга «Восьмой навык» указывает путь к свершениям и успеху.— Стив Форбс, президент и генеральный директор Forbes, главный редактор журнала Forbes
.

## Издания на русском языке
- Стивен Кови. Восьмой навык: От эффективности к величию. — «Альпина Паблишер», 2011. — 408 с. — ISBN 978-5-9614-1624-4, 0-684-84665-9.
- Стивен Кови Восьмой навык: От эффективности к величию — «Альпина Паблишер», 2010. Аудиокнига mp3 на 2 CD-дисках,16 видеосюжетов на DVD, буклет, файл-приложение. Исполнитель аудиокниги: Юрий Абросимов.